# Alba (filme)
Alba é um filme de drama equatoriano de 2016 dirigido e escrito por Ana Cristina Barragán. Foi selecionado como representante de seu país ao Oscar de melhor filme estrangeiro em 2018.

## Elenco
- Macarena Arias - Alba
- Pablo Aguirre Andrade - Igor
- Amaia Merino - Mamá